# Just Commentary. International Mouvement for a Just World
 (juin 2021).
Si vous disposez d'ouvrages ou d'articles de référence ou si vous connaissez des sites web de qualité traitant du thème abordé ici, merci de compléter l'article en donnant les références utiles à sa vérifiabilité et en les liant à la section « Notes et références ».
Le Just Commentary. International Mouvement for a Just World est un mouvement altermondialiste malaisien fondé par l'intellectuel malaisien Chandra Muzaffar en 1991.

## Fonctionnement et doctrine
Ce mouvement revendiquant 4 000 lecteurs dans le monde commente en anglais l’actualité malaisienne et mondiale sous la forme d’une lettre d’information mensuelle de cinq à six pages avec pour objectif de convaincre l’opinion publique de l’importance de la « morale inspirée de Dieu, de la réflexion et de la justice. »
C’est une association officielle avec pour comité exécutif un président, Chandra Muzaffar, un vice-président, un secrétaire général et son assistant ainsi qu’un trésorier. Le Just possède un site internet de qualité où est disponible un agenda des activités passées et à venir. Ce mouvement est toujours actif, la dernière conférence a eu lieu le 28 février 2015 sur le thème « L’usage de la force dans les politiques mondiales aujourd’hui », conférence donnée par Tan Sri Jawhar Hassan, un haut fonctionnaire malaisien. Le Just insiste sur son côté international. Il engage des stagiaires (une petite quinzaine par an) « du monde entier », affirme-il. 
De nouveaux articles sont régulièrement ajoutés et disponible librement. Certains sont écrits directement par les membres ou les proches du Just, d’autres ont été publiés sur d’autres médias puis sélectionnés et partagés. Les auteurs peuvent être malaisiens, américains, français, britanniques… Les sujets principalement traités sont l’impérialisme américain, Israël et le Moyen-Orient, la mondialisation et les rivalités financières, la liberté religieuse, l’islam, la démocratie, la Chine et ses ambitions, l’écologie, les enjeux pétroliers, le terrorisme, l’avenir de l’Asie et plus particulièrement de l’Asie du Sud-Est. 
Le Just est un mouvement altermondialiste, il est d’ailleurs présenté comme tel dans les médias malaisiens, car il propose une alternative à la mondialisation jugée trop libérale et trop inéquitable. Il entend lutter contre « l’Empire », « la minorité privilégiée qui domine et contrôle le monde et qui entretient son pouvoir par la guerre et la violence » en offrant à des articles et à des auteurs une tribune pour s’exprimer et démontrer selon eux pourquoi et comment cette mondialisation doit changer. 